# Liste des évêques de Mende

d'or à trois pals de gueules, le blason du chapitre de Mende

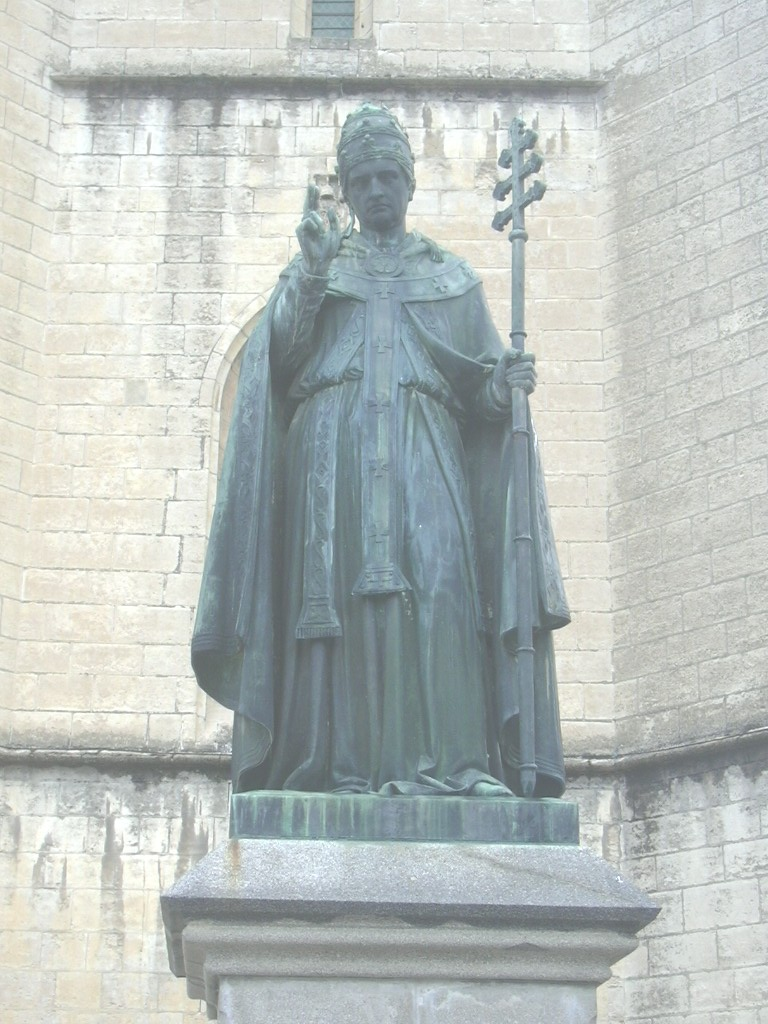
Statue du pape Urbain V sur le parvis de la cathédrale de Mende

Voici une liste des évêques qui ont été à la tête de l'évêché de Mende, couvrant l'ensemble du département de la Lozère. Y sont rattachés les premiers évêques du pays des Gabales (dont on ne peut affirmer que le siège était situé à Mende) puis du pays du Gévaudan, dont Mende était la capitale, et qui fut remplacé par le département de la Lozère à la Révolution française de 1789. De 1307, date de la signature de l'acte de paréage entre le roi de France Philippe le Bel et l'évêque Guillaume VI Durand, à 1789, les évêques sont également comte de Gévaudan.

## Prélude

### Un Sévérien légendaire?
Officiellement et pendant longtemps, le premier évêque du Gévaudan a été saint Sévérien qui aurait suivi saint Martial (qui aurait pu fonder l'église de Mende) en Gaule et se serait fixé en pays gabale. Cependant, il se pourrait que ce soit une mauvaise interprétation des textes qui ait fait confondre Sévérien de Gabala (en Syrie) avec Sévérien du pays des Gabales. C'est pour cette raison que l'évêque Gabriel-Florent de Choiseul-Beaupré a déclassé saint Sévérien de la liste. Cette décision a été effectuée peu avant l'apparition de la bête du Gévaudan, ce qui viendra conforter l'historien abbé Pourcher que la bête est le « fléau envoyé de Dieu ».

### Un ou deux Hilaire?
Deux Hilaire sont inscrits sur la liste des évêques de Mende. Le premier est signataire du concile d'Auvergne en 535. Le second, lui, aurait vécu au début du VIIe siècle. Son historicité est remise en cause du fait qu'il apparaît dans peu de sources, si ce n'est dans la vie de sainte Énimie, quelque peu romancée.

## Liste

### Avant leVIesiècle
La liste des évêques des premiers siècles du christianisme en pays Gabales est assez clairsemée. Il faut noter toutefois que durant les 30 années environ où les Wisigoths (ariens) étaient maître du pays, avant l'arrivée des Francs peu après 507, il est admis que le siège épiscopal était vacant.
| Dates       | Nom            | Commentaire | Portrait                                  |
| ----------- | -------------- | --- | ----------------------------------------- |
| IIIe siècle | Saint Sévérien | Son existence est sujette à discussion (voir prélude). La légende veut qu'il ait été envoyé par Saint Martial en pays Gabale. | -                                         |
| vers 258    | Saint Privat   | Patron du diocèse, il aurait subi le martyre à la suite de l'incursion des Alamans menés par Chrocus. Il aurait été envoyé en pays Gabale par Saint Austremoine. | Vue artistique du martyre de Saint Privat |
| vers 314    | Genialis       | Représentant du Gévaudan au Conciles d'Arles en 314, il était alors un simple diacre | -                                         |
| vers 402    | Saint Firmin   | Rien ne prouve que le centre de son évêché soit alors à Mende, domicilié à Banassac, où la tradition veut qu'il ait son tombeau. Suivant les sources il aurait pu être le successeur direct de Privat. Ces mêmes sources évoquent la possibilité que Firmin soit le même que Firmin d'Amiens | -                                         |
| vers 451    | Valère         | Il apparaît parmi les évêques signataires d'une lettre adressée au pape Léon Ier. | -                                         |

### À l'époque desMérovingiens
| Dates               | Nom           | Commentaire | Portrait |
| ------------------- | ------------- | --- | -------- |
| vers 506            | Léonicus      | Le nom de cet évêque n'est connu que par la signature de son diacre, Optimus, au concile d'Arles de 506. | -        |
| 515-535             | Saint Hilaire | Il aurait combattu l'avancée franque depuis son château du Castel-Merlet dans les Gorges du Tarn. Peut être le même que le Saint Ilère qui apparaît dans la légende de Sainte Énimie.                                              | -        |
| vers 541            | Evanthius     | Parfois considéré comme saint, il n'est connu que comme signataire du concile d'Orléans en 541. Il a été longtemps considéré qu'il eut pour successeur Innocent, mais il s'agirait en fait d'une confusion avec l'évêque de Rodez. | -        |
| vers 561 - vers 584 | Parthène      | Il est connu pour ses démêlés avec le comte de Gévaudan Palladius. Il est le premier à se désigner évêque du Gévaudan | -        |
| 614-627             | Agricola      | Il est connu uniquement pour sa présence au concile de Reims, où il était présent avec son métropolitain de Bourges, Saint Sulpice.                                                                                                | -        |
| vers 628            | Saint Ilère   | Peut-être le même que Saint-Hilaire (515-535), mais cette graphie (Ilère) est à privilégier. Il apparaît dans la vie de Sainte Énimie au XVIe siècle alors qu'il aurait vécu un siècle auparavant (voir prélude).                  | -        |

### À l'époque desCarolingiens
| Dates     | Nom          | Commentaire | Portrait                                                |
| --------- | ------------ | --- | ------------------------------------------------------- |
| vers 804  | Jean I       | La vie de ce prélat n'est pas connue. | -                                                       |
| vers 811  | Hermon       | La vie de ce prélat n'est pas connue. | -                                                       |
| avant 828 | Saint Frézal | Cet évêque du IXe siècle aurait été assassiné en 828 par son neveu Bucilinus qui cherchait à prendre sa place d'évêque. Son tombeau se trouverait à La Canourgue.                                            | Statue de Saint Frézal en la collégiale de la Canourgue |
| 875-879   | Agenulphe    | Parfois nommé Guido Agenulphus, il apparaît aux conciles de Challon en 875 et de Pontyon en 876. Le pape Jean VIII lui a adressé une lettre.                                                                 | -                                                       |
| vers 908  | Guillaume I  | Pourrait avoir été présent à la fondation du monastère Saint-Pierre du Puy-en-Velay. | -                                                       |
| vers 951  | Étienne      | Il est le premier à se donner le nom d'évêque de Mende, et non plus évêque des Gabales ou du Gévaudan. Il a rétabli le monastère de Sainte-Énimie en le plaçant sous la direction de celui de Saint-Chaffre. | -                                                       |

### À l'époque desCapétiens
| Dates | Nom                     | Commentaire | Portrait                     | Blason                       |
| --- | ----------------------- | --- | ---------------------------- | ---------------------------- |
| vers 998 | Matafred                | Il est présent à la fondation du monastère de Langogne. | -                            | -                            |
| 1027-1050 | Raymond                 | Il est signataire, en 1031, des conciles de Limoges et de Bourges. Il mourut en 1050 | -                            | -                            |
| 1054-1095 | Aldebert Ier de Peyre   | Fondateur, avec son frère Astorg, du Monastère Saint-Sauveur-de-Chirac, où il se serait retiré après son épiscopat | -                            | Blason épiscopal des Peyre   |
| 1095-1098 | Guillaume II            | Présent à la consécration de la cathédrale de Saint-Flour par Urbain II | -                            | -                            |
| 1098-1098 | Robert                  | Son épiscopat court est peut-être dû à un départ pour la Croisade, où il serait mort. | -                            | -                            |
| 1099-1123 | Aldebert II de Peyre    | Neveu du premier Aldebert ci-dessus. Il meurt en 1123. | -                            | Blason épiscopal des Peyre   |
| 1123-1150 | Guillaume III           | Peut-être issu de la famille de Châteauneuf-Randon ou de Peyre. | -                            | -                            |
| 1153-1187 | Aldebert III du Tournel | prête serment de fidélité au roi de France Louis VII et reçoit en échange les droits régaliens sur son diocèse par l'acte dit de « la bulle d'or » en 1161. | -                            | Blason épiscopal des Tournel |
| 1187-1223 | Guillaume IV de Peyre   | Cousin par sa mère du roi Jacques Ier d'Aragon,, il assoit la puissance temporelle des évêques sur le Gévaudan. Il résigne son évêché en mars 1223. | -                            | Blason épiscopal des Peyre   |
| 1223-1247 | Étienne II de Brioude   | D'abord chanoine de Brioude, il se retrouve en continuel conflit avec les différents barons du Gévaudan. | -                            | -                            |
| 1247-1274 | Odilon de Mercœur       | Neveu d'Odilon de Mercœur, évêque du Puy (aujourd'hui Le Puy-en-Velay, ch.-l. de dép., Haute-Loire), mort en 1198. Entame en 1269 à cause des abus du sénéchal de Beaucaire un long procès devant le parlement de Paris qui sera clos par l'acte de paréage de 1307.                                | -                            | Blason épidcopal des Mercœur |
| 1274-1275 : à la suite du décès d'Odilon de Mercœur, les chanoines mettent un an pour s'entendre sur le nom du successeur. |                         | |                              |                              |
| 1275-1284 | Étienne III d'Auriac    | Il assiste au concile d'Aurillac en 1278. | -                            | -                            |
| 1285-1296 | Guillaume V Durand      | Surnommé le « Spéculateur », il est l'auteur de plusieurs ouvrages considérés comme des références à leur époque. | portrait de Guillaume Durand | Blason épiscopal des Durand  |
| 1296-1330 | Guillaume VI Durand     | Neveu du précédent. Signe l'acte de paréage qui décompose le Gévaudan en trois : la terre du Roi, la terre de l'évêque et la terre commune placé sous la juridiction d'une cour commune dont le personnel judiciaire est nommé en accord entre le roi et l'évêque. Vicaire général : Raymond Barrot | Portrait de Guillaume Durand | Blason épiscopal des Durand  |

### Après le paréage de 1307
Après la signature de l'acte de paréage entre Philippe le Bel et Guillaume VI Durand, les évêques ont donc récupéré la couronne comtale. Le Gévaudan est alors gouverné par des comtes-évêques jusqu'à la Révolution française de 1789.
| Dates | Nom | Commentaire | Portrait                             | Blason                                       |
| --- | --- | --- | ------------------------------------ | -------------------------------------------- |
| 1330-1331 | Jean II d'Arcy | Il ne reste qu'un an à la tête de l'évêché mendois, avant d'être transféré à celui d'Autun. | -                                    | Blason de Jean d'Arcy                        |
| 1331-1361 | Albert Lordet | Issu d'une noble famille de Chirac en Gévaudan, il est évêque lors de l'épidémie de peste de 1348. | -                                    | -                                            |
| 1362-1366 | Guillaume VII Lordet | Neveu du précédent, il est d'abord chanoine de Mende, puis vicaire de l'évêché. Il succède à son oncle après une vacance de près d'un an. | -                                    | -                                            |
| 1366-1368 | Pierre II d'Aigrefeuille | Précédemment évêque de Tulles, Vabres, Clermont et Uzès où il eut Guillaume de Grimoard comme vicaire, il devient évêque d'Avignon, nommé par ce dernier. |                                      | Blason de l'archevêque Pierre d'Aigrefeuille |
| 1368-1370 : le pape Urbain V se réserve l'église de Mende, et la fait gouverner par des vicaires afin d'affecter les revenus pour magnifier la cathédrale de Mende. | 1368-1370 : le pape Urbain V se réserve l'église de Mende, et la fait gouverner par des vicaires afin d'affecter les revenus pour magnifier la cathédrale de Mende. | 1368-1370 : le pape Urbain V se réserve l'église de Mende, et la fait gouverner par des vicaires afin d'affecter les revenus pour magnifier la cathédrale de Mende. | Portrait imaginaire du pape Urbain V | Blason du Pape Urbain V                      |
| 1371-1372 | Guillaume VIII de Chanac | Précédemment évêque de Chartres, il est créé cardinal peu après son arrivée à Mende. Il est alors connu sous le nom de Cardinal de Mende. | -                                    | Blason du cardinal Guillaume de Chanac       |
| 1372-1375 | Bompar Virgile | Issu de la noblesse mendoise, il est précédemment évêque d'Uzès. | -                                    | Blason de Bompar Virgile                     |
| 1376-1387 | Pons de La Garde | Neveu de Gaucelin de La Garde, évêque de Lodève puis Maguelone. Il est le comte-évêque du Gévaudan durant les incursions anglaises et des grandes compagnies dans le pays. | -                                    | Blason épiscopal des la Garde de Chabonas    |
| 1387-1390 | Jean III d'Armagnac | Fils bâtard du comte d'Armagnac, il devient ensuite archevêque d'Auch. | -                                    | [ 15 ]                                       |
| 1390-1408 | Robert du Bosc | Moine profès de la Chaise-Dieu, il est d'abord évêque d'Alet puis de Couserans. | -                                    |                                              |
| Jean da Costa a été évêque en 1408, mais son nom a été supprimé par le chanoine de Montgros en 1941.                                                                | | |                                      |                                              |
| 1408-1409 | Guillaume IX de Boisratier | Natif de Bourges, il y retourne en qualité d'archevêque métropolitain après une année seulement à la tête de l'évêché mendois. | -                                    | Blason de Guillaume de Boisratier            |
| 1410-1412 | Pierre de Saluces | Fils du marquis Frédéric II, et frère du cardinal Amédée de Saluces, il est d'abord chanoine d'Amiens puis de Lyon. | -                                    | Blason de Pierre de Saluces                  |
| 1413-1413 | Géraud du Puy | Il fut précédemment évêque de Montauban puis de Saint-Flour et ensuite de Carcassonne. Il fut également ambassadeur français auprès de l'Espagne et l'Angleterre | -                                    | Blason de Géraud du Puy                      |
| 1413-1426 | Jean IV de Corbie | Apparenté à sainte Fleur et neveu du chancelier Arnaud de Corbie il reste 13 ans en Gévaudan avant d'être transféré à Auxerre Vicaires généraux : Aldebert de Peyre, Bernard Robin | -                                    | Blason de Jean de Corbie                     |
| 1427-1441 | Ranulphe de Pérusse d'Escars | Il est désigné évêque de Limoges par les chanoines du diocèse, bien que cette place fut dévolue à Pierre d'Ailly puis Nicolas Viaud par l'antipape Jean XXIII. Le pape Martin V nomme alors Hugues de Roffignac et transfère Ranulphe de Pérusse d'Escars à l'évêché mendois. | -                                    | Blason de Ranulphe de Péruse d'Escars        |
| 1441-1443 | Aldebert IV de Peyre | Archidiacre du diocèse depuis 1421, puis vicaire général, il est élu par les chanoines en 1441, mais meurt deux ans après | -                                    | Blason épiscopal des Peyre                   |
| 1443-1468 | Guy de La Panouse | Chanoine puis vicaire général du diocèse de Rodez, il est élu à l'unanimité par les chanoines mendois. Son transfert pour l'évêché de Cahors en 1444 est finalement annulé. Il devient conseilleur du roi Louis XI qui confirme toutes les lettres patentes des prédécesseurs. De plus, en août 1466, le roi lui octroie le droit de lever une aide sur le vin, pour la restauration de la ville. Il résigne en faveur de son neveu à l'évêché mendois et est nommé archevêque de Damas. Vicaires Généraux : Guilhabert de Cénaret, Antoine de La Panouse (1467-1468) | -                                    | Blason épiscopal des La Panouse              |
| 1468-1473 | Antoine de La Panouse | En conflit avec le Roi Louis XI, il perd l'autorité sur la ville de Mende. Les évêques ne la recouvrent qu'en 1478. Neveu du précédent | -                                    | Blason épiscopal des La Panouse              |
| 1473-1474 | Pierre Riario | Neveu du Pape Sixte IV, il est créé cardinal en 1471. Il est alors archevêque de FLorence, évêque de Valence et Die, puis patriarche de Constantinople, avant d'être évêque de Mende. |                                      | Blason cardinalice des de la Rovère          |
| 1474-1478 | Jean V de Petit | Aussi appelé Jean Petit-dé, il ne résida pas en son diocèse du Gévaudan. | -                                    | -                                            |
| Vacance quelques mois, le diocèse est administré par 2 vicaires généraux : Jehan Alamand et Guidon de La Panouse                                                    | | |                                      |                                              |
| 1478-1483 | Julien de La Rovère | Le futur Pape Jules II ne vint jamais non plus en Gévaudan. Le diocèse est administré par des vicaires, dont François Alamand à partir de 1480. Vicaire général : François Alamand | Portrait de Jules II                 | Blason papal des de la Rovère                |
| 1483-1503 | Clément de La Rovère | Ce neveu (ou petit cousin) du précédent est nommé à l'évêché par Jules II. Il n'entra dans Mende que deux ans après sa nomination. Créé cardinal, il résigne en faveur de son frère. Vicaire Général : Pierre Chapelain (1497-1516) | Portrait de Clément de la Rovère     | Blason cardinalice des de la Rovère          |

### Époque moderne
| Dates                                                                                | Nom                                      | Commentaire | Portrait                                            | Blason                                        |
| ------------------------------------------------------------------------------------ | ---------------------------------------- | --- | --------------------------------------------------- | --------------------------------------------- |
| 1504-1524                                                                            | François de La Rovère                    | Frère du précédent, il achève la Cathédrale Notre-Dame-et-Saint-Privat de Mende, notamment par la construction des clochers. Vicaire Général : Pierre Chapelain (1497-1516) | Portrait de François de la Rovère                   | Blason épiscopal des de la Rovère             |
| 1524-1532                                                                            | Claude Duprat                            | Il a été le premier abbé commendataire de l'abbaye de Mozac de 1516 à 1524, avant d'être nommé évêque de Mende par François Ier. | Portrait de Claude Duprat                           | Blason de Claude Duprat                       |
| 1533-1538                                                                            | Jean VI de La Rochefoucauld              | Il était précédemment seigneur de Cellefrouin et abbé de Saint-Amant-de-Boixe | Portrait de Jean de la Rochefoucauld                | Blason épiscopal des la Rochefoucauld         |
| 1538-1544 (ou 45)                                                                    | Charles de Pisseleu                      | Frère de la favorite du roi Anne de Pisseleu, il est le premier évêque commendataire de Bourgueil. Il est transféré ensuite à Condom. | Portrait de Charles de Pisseleu                     | Blason de Charles de Pisseleu                 |
| 1545-1567                                                                            | Nicolas Dangu                            | Il est le fils naturel, mais légitimé, du chancelier Antoine Duprat. Il est d'abord évêque de Séez. Il est également chancelier du roi de Navarre. | -                                                   | Blason de Nicolas Dangu                       |
| 1568-1585                                                                            | Renaud de Beaune                         | Il devient ensuite archevêque de Bourges (poste qu'il partage avec l'évêché mendois de 1581 à 1585). Il est ensuite grand aumônier de France puis archevêque de Sens. Vicaire général : Brugeron | portrait de Renaud de Beaune                        | Blason de Renaud de Beaune                    |
| 1585-1608                                                                            | Adam de Heurtelou                        | C'est lui qui lance les travaux de restauration de la cathédrale de Mende après sa destruction par les troupes de Mathieu Merle. Vicaire général : Charles de Rousseau | Portrait de Adam de Heurtelou                       | Blason d'Adam de Heurtelou                    |
| 1608-1623                                                                            | Charles de Rousseau                      | Neveu du précédent, il est vicaire général du diocèse durant son épiscopat. Il est évêque in partibus de Métropolis (de) avant de succéder à son oncle. C'est lui qui consacre la cathédrale rebâtie. | -                                                   | -                                             |
| 1623-1625 : aucun évêque à la tête du diocèse                                        |                                          | |                                                     |                                               |
| 1625-1628                                                                            | Daniel de La Mothe Duplessis-Houdancourt | Il ne vint pas en son diocèse, son administration étant confiée au grand vicaire Jacques Dumas. Il cumula sa fonction avec celle de premier aumônier de la reine consort d'Angleterre Henriette-Marie de France qu'il accompagna outre-Manche et mourut au siège de la Rochelle | Portrai de Daniel de la Mothe Duplessis-Houdancourt | -                                             |
| 1628-1659                                                                            | Silvestre de Cruzy de Marcillac          | Il rebâtit le château épiscopal de Chanac et offrit de nouvelles orgues à la cathédrale de Mende. Il fut confronté aux troubles de la population mendoise qui s'affrontait en deux factions rivales, les Marmaux et les Catharinaux. Vicaires généraux : Jean-Jacques Lefebvre, Charles de Cruzy de Marcillac, Jean Nairn, Pierre Esparbier | -                                                   | Blason de Silvestre de Cruzy de Marcillac     |
| 1659-1661 : Vacances du siège, vicaire général : Charles Chevalier de Rousses (1661) |                                          | |                                                     |                                               |
| 1661-1676                                                                            | Hyacinthe Serroni                        | D'abord évêque d'Orange, cet Italien fut transféré de Mende à Albi dont il devint le premier archevêque (1676-1687). Vicaires généraux : Pierre Esparbier, Syvestre Chevalier, de Ranchin | Portrait de Hyacinthe Serroni                       | -                                             |
| 1677-1707                                                                            | François-Placide de Baudry de Piencourt  | Il dote la ville de Mende d'un hôpital remplaçant des maisons de soins à qui il légua tous ces biens et qui fut actif jusque dans les années 1970. Vicaires généraux : Syvestre Chevalier, Charles-Alexandre Le Filleul de La Chapelle, Claude de La Roche-Aymon (?-1703) | Portrait de François-Placide de Piencourt           | Blason de François-Placide de Piencourt       |
| 1707-1723                                                                            | Pierre de Baglion de La Salle            | C'est durant son épiscopat que sévit en Gévaudan le peste de 1721. Il meurt de la petite vérole en 1723. Vicaires généraux : Vital Dangles, François de Baglion de La Salle | Portrait de Pierre de Baglion de la Salle           | Blason de Pierre de Baglion de la Salle       |
| 1723-1767                                                                            | Gabriel-Florent de Choiseul-Beaupré      | Célèbre pour son mandement de 1764 afin que les prières viennent à bout de la Bête du Gévaudan, il fut précédemment évêque de Saint-Papoul Vicaires généraux : Vital Dangles, Étienne Jauffroy, Antoine-Clériade de Choiseul-Beaupré (1733-?), Henry Charles François de Retz de Fraissinet, Jean Valentin, Amédée de Grégoire, Claude-Antoine de Choiseul-Beaupré | Portrait de Gabriel-Florent de Choiseul-Beaupré     | Blason de Gabriel-Florent de Choiseul-Beaupré |
| 1767-1792                                                                            | Jean-Arnaud de Castellane                | Pendant la Révolution, un schisme met en place un chef spirituel alternatif en la personne de Étienne Nogaret mais Arnaud de Catellane ne démissionne cependant pas. Contraint à l'exil vers la Suisse, il est capturé et exécuté le 9 septembre 1792. Vicaires généraux : Jean-Marie Berthelet de Barbot, Charles de La Font de Savine, Michel Ange de Bruges, François de Pujols de Vebron, Adam Joseph Othon de Retz Pélamourgue, Philippe-Gabriel de Juin de Siran (1773-?) | Portrait de Jean-Arnaud de Castellane               | -                                             |
| 1791-1794 : Étienne Nogaret est désigné évêque constitutionnel 1794-1802 : ?         |                                          | |                                                     |                                               |

### Après le concordat
Alors que beaucoup de villes perdent leur évêché durant la Révolution française, celui de Mende est recréé par la bulle pontificale qui suivit le concordat de 1801. De 1801 à 1822, le siège de Viviers ayant été supprimé, il est rattaché à l'évêché mendois. Il est cependant rétabli en 1822.
| Dates                                                                   | Nom                                       | Commentaire | Portrait                                          | Blason                                  |
| ----------------------------------------------------------------------- | ----------------------------------------- | --- | ------------------------------------------------- | --------------------------------------- |
| 1802-1805                                                               | Jean-Baptiste de Chabot                   | Évêque de Saint-Claude durant les troubles révolutionnaires, il démissionne puis est nommé évêque de Mende par le Premier Consul. Il est évêque émérite de 1805 à sa mort en 1819 Vicaire général : Abbon Bonnel de la Brageresse                                                   | -                                                 | Blason de Jean-Baptiste de Chabot       |
| 1805-1821                                                               | Étienne Parfait Martin Maurel de Mons     | Durant la Révolution française, il est chanoine d'Aix et vicaire général du Vivarais. Il devient, après son épiscopat mendois, évêque puis archevêque d'Avignon. Vicaires généraux : Sylvestre-Antoine Bragouse de Saint-Sauveur (1805-?), Étienne Blanquet de Rouville (1809-1821) | Portrait de Étienne Parfait Martin Maurel de Mons | Blason d'Étienne Maurel de Mons         |
| présence de l'administrateur Charles-Louis Salmon du Chatellier en 1821 |                                           | |                                                   |                                         |
| 1821-1848                                                               | Claude-Jean-Joseph Brulley de La Brunière | Vicaire général du diocèse d'Uzès, il se réfugie à Rome durant la Révolution française. Il devient évêque de Pamier en 1817 avant d'être nommé à Mende | Portrait de Claude Brulley de la Brunière         | Blason de Claude Brulley de la Brunière |
| 1849-1873                                                               | Jean-Antoine-Marie Foulquier              | Ordonné prêtre à Rodez en 1822, il devient évêque de Mende en 1849. Il se retire en 1873 et reste évêque émérite jusqu'à sa mort en 1882. Vicaire général : Arnaud Bartherote | -                                                 | -                                       |
| 1873-1876                                                               | Joseph-Frédéric Saivet                    | Il reste trois ans à Mende, avant d'être transféré à l'évêché de Perpignan-Elne, où il meurt moins de deux ans plus tard à l'âge de 48 ans. | -                                                 | -                                       |
| 1876-1889                                                               | Julien Costes                             | Il est ordonné prêtre à Rodez en 1844, avant de devenir évêque de Mende en 1876. Il résigne en 1889 et reste évêque émérite jusqu'à sa mort en 1890 | Portrait de Julien Costes                         | Blason de Julien Costes                 |
| 1889-1900                                                               | François-Narcisse Baptifolier             | D'abord prêtre pendant 50 ans, il ne devient évêque qu'à l'âge de 70 ans et meurt après 11 ans d'épiscopat. Devise: Pro affectu pater (II Macch. 14, 37) Vicaires généraux : Charles du Pont de Ligonnès, Victor Laurans                                                            | portrait de François-Narcisse Baptifolier         | Blason de François-Narcisse Baptifolier |
| 1901-1906                                                               | Henri-Louis Bouquet                       | Après 5 ans à la tête de l'évêché mendois, il devient évêque de Chartres de 1906 à sa mort en 1926 Vicaires généraux : Louis Prieur, Marcelin Aiglon | -                                                 | Blason de Henri-Louis Bouquet           |
| 1906-1929                                                               | Jacques-Jean Gély                         | Il a été consacré par le pape Pie X, assisté du cardinal Luçon et l'archevêque Enard Vicaire général : Urbain Jean-Baptiste Cruveiller (1922-1932) | -                                                 | Blason de Jacques-Jean Gély             |
| 1929-1937                                                               | Jules-Alexandre Cusin                     | D'abord enseignant au Portugal, il est consacré évêque titulaire de Nysse et coadjudeur du diocèse de Mende, avant d'en devenir l'évêque en 1929. Vicaire général : Urbain Jean-Baptiste Cruveiller (1922-1932)                                                                     | -                                                 | -                                       |
| 1937-1945                                                               | François-Louis Auvity                     | Il est d'abord évêque auxiliaire de Bourges, puis évêque titulaire de Sarepte (de). Il résigne à l'évêché mendois, et devient évêque titulaire de Dionysania, mais reste évêque émérite de Mende jusqu'à sa mort en 1964                                                            | -                                                 |                                         |
| 1945-1950                                                               | Maurice Rousseau                          | Il est d'abord évêque auxiliaire de Blois, puis évêque titulaire d'Isba (de). Après 5 ans à Mende, il est nommé évêque de Laval, dont il reste évêque émérite jusqu'à sa mort en 1967.                                                                                              | Portrait de Maurice Rousseau                      | -                                       |
| 1951-1957                                                               | Émile Pirolley                            | Précédemment vicaire général à Vesoul, il reste 6 ans à la tête de l'évêché mendois avant d'être nommé évêque de Nancy | -                                                 | -                                       |
| 1957-1983                                                               | René Boudon                               | Lozérien de naissance, il est ordonné prêtre à Nancy avant de revenir dans son diocèse en qualité d'évêque en 1957. Il reste évêque émérite de 1983 jusqu'à sa mort en 1994 | -                                                 | Blason de René Boudon                   |
| 1983-1989                                                               | Roger Meindre                             | Professeur de philosophie aux séminaires de Saint-Flour puis de Clermont-Ferrand, il devient évêque en 1983. Puis il devient l'archevêque d'Albi en 1989. Il fut membre du conseil permanent de la conférence des évêques de France de 1990 à 1993, et est mort en 1999.            | -                                                 | -                                       |
| 1989-2002                                                               | Paul Bertrand                             | D'abord évêque auxiliaire de Lyon, il succède à Roger Meindre en 1989. Il se retire en octobre 2001 et est mort en 2022. | -                                                 | -                                       |
| 2002-2006                                                               | Robert Le Gall                            | Ce moine bénédictin a été à la tête de l'évêché mendois pendant 4 ans avant de devenir l'archevêque de Toulouse. | Photo portrait de Robert Le Gall                  | Blason de Robert Le Gall                |
| 2007-2018                                                               | François Jacolin                          | Il est membre du Conseil pour les questions familiales et sociales au sein de la Conférence des évêques de France Vicaires généraux : Francis Bestion, François Durand | Portrait de François Jacolin                      | Blason de François Jacolin              |
| 2019-2024                                                               | Benoît Bertrand                           | Précédemment vicaire général du diocèse de Nantes. Devient évêque de Pontoise ensuite. Vicaire général : Christian Michel |                                                   | Blason de Benoît Bertrand               |
| Depuis 2025                                                             | Jean Pelletier                            | Prêtre du diocèse d'Angers, précédemment supérieur de la Maison Charles de Foucauld, propédeutique de la province ecclésiastique de Rennes. |                                                   |                                         |